# Черкасский государственный завод химических реактивов
Черкасский государственный завод химических реактивов (укр. Черкаський державний завод хімічних реактивів) — предприятие военно-промышленного комплекса Украины.

## История
Предприятие было основано в 1949 году.
В 1976 году завод получил название Черкасский химических реактивов имени XXV съезда КПСС. Было построено общежитие для работников завода, которое было передано на баланс предприятия.
В августе 1997 года завод был включён в перечень предприятий, имеющих стратегическое значение для экономики и безопасности Украины.
В апреле 1998 года в соответствии с постановлением Кабинета министров Украины завод был передан в ведение министерства промышленной политики Украины. В дальнейшем, завод был передан в ведение Фонда государственного имущества Украины.
В ноябре 2006 года ФГИУ принял решение о продаже завода.
По состоянию на начало 2008 года, завод имел возможность выпускать:
- продукцию военного назначения:

- противодымный фильтр ПДФ-1
- военный прибор химической разведки
- комплект индикаторных плёнок АП-1
- комплект индикаторных средств КИС-БМ
- комплект индикаторных средств для выявления специальных примесей КИС-СП
- окислительные трубки ТО-1
- контрольные трубки КТ-48 и КТ-49
- индикаторные трубки: ИТ-44 для выявления зарина, зомана и V-газов; ИТ-45 для выявления фосгена, дифосгена, синильной кислоты и хлорциана; ИТ-36, ИТ-46 и ИТ-49 для выявления иприта; ИТ-48, ИТ-МПГ и ИТ-2Г для выявления паров компрессорного масла 6-09-5753-68; ИТ-Г1, ИТ-С2, ИТ-Н2О для контроля влажности; ИТМ-5, ИТМ-7А и ИТМ-2Б для выявления окиси углерода, а также ИТ-51, ИТМ-1Б, ИТМ-2А, ИТМ-3А, ИТМ-4, ИТМ-5Б, ИТМ-8, ИТМ-12, ИТМ-13, ИТМ-15 и ИТМ-II

- продукцию гражданского назначения: промышленный универсальный газоанализатор УГ-2, химические препараты и реагенты (борная кислота, карбамид, тосол, пестициды и другое)

В марте 2008 года, по результатам анализа финансово-экономического состояния государственных предприятий Украины, завод вошёл в число девяти наиболее привлекательных для инвесторов госпредприятий Украины.
Начавшийся в 2008 году экономический кризис и вступление Украины в ВТО осложнили положение завода. 13 августа 2008 года ФГИУ вновь объявил конкурс по продаже завода (по начальной цене 23 779 344 гривен). В октябре 2009 года по иску украинской производственно-коммерческой фирмы "Резон" был начат процесс банкротства завода. К середине 2010 года завод вошёл в перечень крупнейших предприятий-должников Черкасской области. В октябре 2013 года объём задолженности завода удалось уменьшить на 83,1 тыс. гривен, однако в ноябре 2013 года предприятие уже находилось в состоянии банкротства.
20 января 2014 года ФГИУ начал предпродажную подготовку предприятия. К концу 2014 года в связи с отсутствием государственных заказов хозяйственное положение завода оставалось сложным.